# Lípa republiky (Lahovská)
Lípa republiky na Lahovské v Praze 5 roste v severní části Radotína u přírodní památky Radotínské skály, ve vilové čtvrti na návrší v místě zvaném „Lahovská“ na křižovatce ulic Pod Lahovskou a Strážovská.

## Historie
Lípa svobody byla vysazena 28. října 1968 na připomínku 50. výročí vzniku Československé republiky. Lípu zasadil občanský výbor č. 10 v Radotíně.

## Významné stromy v okolí
- Lípa Na Cikánce
- Lípa republiky v ulici Václava Balého
- Lípa přátelství v Radotíně
- Lípa republiky na náměstí Osvoboditelů